# Lecideopsella hyalina
Lecideopsella hyalina är en svampart som beskrevs av A. Pande 2008. Lecideopsella hyalina ingår i släktet Lecideopsella och familjen Schizothyriaceae.   Inga underarter finns listade i Catalogue of Life.